# Culex calabarensis
Culex calabarensis är en tvåvingeart som beskrevs av Edwards 1941. Culex calabarensis ingår i släktet Culex och familjen stickmyggor. Inga underarter finns listade i Catalogue of Life.